# Nesobasis recava
Nesobasis recava – gatunek ważki z rodziny łątkowatych (Coenagrionidae). Endemit wyspy Kadavu należącej do Fidżi. Opisał go T.W. Donnelly w 1990 roku.